# Хайдлер, Герд
Герд Хайдлер (нем. Gert Heidler; род. 30 января 1948 года в Добершау-Гаусиге) — восточногерманский футболист и немецкий тренер. В высшем дивизионе ГДР, Оберлиге, он играл за дрезденское «Динамо». В составе дрезденцев пятикратный чемпион ГДР и трижды выигрывал кубок ГДР. Хайдлер сыграл 12 матчей (9 — по версии ФИФА) за национальную сборную ГДР. В 1976 году он выиграл золотую медаль на Олимпиаде в составе олимпийской сборной ГДР.

## Карьера игрока

### Клубная карьера
Хайдлер начал свою футбольную карьеру в возрасте 18 лет в «Мотор Баутцен», за который он полтора сезона играл во второй лиге ГДР. В Баутцене он также прошёл обучение на слесаря связи. В начале 1968 года он был переведён в клуб высшего дивизиона «Динамо Дрезден».
В «Динамо» он сыграл в четырёх матчах в качестве нападающего во второй половине сезона 1967/68, но только две игры провёл полностью. 9 марта 1968 года он провёл свою первую игру в чемпионате — матч 16-го тура между «Карл Цейсс» и «Динамо» (2:0), он был заменён на 64-й минуте. По итогам сезона «Динамо» вылетело из высшей лиги с предпоследнего места. Тем не менее, Хайдлер помог команде из Дрездена вернуться в элиту в следующем сезоне. В сезоне 1969/70 Хайдлер боролся за место в основе «Динамо». Он сыграл 21 матч и забил свои четыре гола в лиге. Год спустя Хайдлер смог отпраздновать свой первый чемпионский титул. «Динамо Дрезден» сделало «золотой дубль»: чемпионский титул и победа в кубке в сезоне 1970/71. Хайдлер сыграл 21 матч и отметился тремя голами. 2 июня 1971 года он провёл 20 минут в финале кубка, который дрезденский клуб выиграл со счетом 2:1 после дополнительного времени в матче с «Динамо Берлин». Хайдлер выиграл ещё четыре чемпионских титула с «Динамо Дрезден»: 1972/73, 1975/76, 1976/77 и 1977/78. В 1977 и 1982 годах он праздновал свою вторую и третью кубковые победы. С 1975 года он чаще всего выходил на левом фланге атаки. В сезоне 1981/82 годов Хайдлер провел свои последние игры в чемпионате. Он сыграл 15 матчей, при этом большинство игр проводил без замен, в основном как правый нападающий. В предпоследний тур сезона, 22 мая 1982 года, он провёл 90 минут в матче против «Карл-Маркс-Штадта», это была его последняя игра в чемпионате. Она стала для него 281-й за 14 сезонов лиги, он забил 49 голов.
Из 58 игр еврокубков, сыгранных «Динамо» во времена Хайдлера, он принял участие в 54 матчах, став пятым в рейтинге всех игроков клубов ГДР. Он забил 17 голов, восемь из них — в Кубке УЕФА 1975/76. 7 марта 1973 года он сыграл в четвертьфинале Кубка УЕФА на «Энфилде» против «Ливерпуля» (0:2).
В 1974 году Министерство государственной безопасности ГДР хотело убедить Хайдлера стать информатором и доносить о том, что происходит в «Динамо». В нескольких беседах Хайдлер отказался доносить на своих товарищей по команде, в итоге министерству пришлось «воздержаться от дальнейшего сотрудничества». Этот отказ не повлиял на карьеру Хайдлера в клубе и сборной, поездки на игры в западные страны не ограничивались.

### Карьера в сборной
Сразу после того, как Хайдлер вернулся в высшую лигу с «Динамо Дрезден» в 1969 году, он был вызван в состав молодёжной сборной ГДР. 21 октября 1969 года он сыграл свой первый матч за команду в Галле против Чехословакии. ГДР победила со счётом 3:0. В 1974 году он стал вице-чемпионом Европы с молодёжной командой ГДР, его команда уступила Венгрии (3:6 по сумме двух матчей). К 1974 году он провёл 23 матча за U-23 и забил семь голов.
Через полтора года после своей последней игры за молодёжную сборную Хайдлер провёл свой первый матч за основную сборную — 19 ноября 1975 года. Товарищеский матч против Чехословакии завершился ничьей 1:1. Он провёл три отборочных матча чемпионата мира против Турции (1:1), Мальты (1:0) и Австрии (1:1). Поскольку Хайдлер не зарекомендовал себя как результативный нападающий, забив всего два гола, с 1978 года тренерский штаб отдавал предпочтение Дитеру Кюну и Луцу Айгендорфу. Таким образом, игра ГДР против Бельгии (0:0), которая прошла 19 апреля 1978 года, стала последним матчем Хайдлера за сборную. Кроме того, 26 апреля 1977 года он сыграл один матч за сборную Б против Румынии (1:1).
В 1975 и 1976 годах Хайдлер вызывался в олимпийскую сборную ГДР. Свой первый матч за команду он сыграл 29 октября 1975 года в отборе против Австрии (1:0). На Олимпийских играх в Канаде он провёл четыре игры турнира. В конце концов, ГДР выиграла золотую медаль, Хайдлер в финале не играл. За этот успех он был награждён серебряным орденом «За заслуги перед Отечеством». Всего он сыграл семь официальных матчей за олимпийскую сборную, в том числе две игры против Чехословакии.

## Тренерская карьера
Завершив свою карьеру футболиста в 1982 году, Хайдлер, получил лицензию футбольного тренера, его первым местом работы стала молодёжная команда дрезденского «Динамо». После сезона работы с «Лауситц Хойерсверда» Хайдлер вернулся в молодёжную команду «Динамо Дрезден» в 2001 году. В 2007 году стал тренером детской футбольной школы своего сына Петера.